# Estadio Municipal Nuevo Los Cármenes
El Estadio Municipal Nuevo Los Cármenes es un campo de fútbol de la ciudad española de Granada, situado en el barrio del Zaidín, de propiedad municipal. Es donde disputa sus partidos como local el Granada Club de Fútbol.
Hereda el nombre del anterior campo del Granada CF, situado en un emplazamiento completamente diferente, cerca de la Plaza de Toros de Granada. Recibe su nombre de la típica construcción granadina conocida como carmen, vivienda con jardín en el barrio del Albayzín. El anterior estadio, propiedad del club, fue vendido a finales del siglo XX como terreno construible para saldar las deudas del equipo.
La gestión del campo está recogida en un convenio firmado el 25 de octubre de 2012 entre el Granada CF y el Ayuntamiento de Granada, con vigencia hasta el 30 de junio de 2014 pudiendo ser prorrogado por periodos anuales, durante dos años más.

## Historia
Se inauguró el 16 de mayo de 1995, celebrándose el primer partido oficial el 6 de junio de 1995. Hasta entonces, el Granada Club de Fútbol disputaba sus partidos en el antiguo Los Cármenes. El partido inaugural, de carácter amistoso, enfrentó al Real Madrid contra el Bayer Leverkusen, y acabó con la victoria por 1:0 del Real Madrid con gol de Peter Dubovsky. El primer gol oficial marcado en el estadio fue obra de Óscar en un España-Armenia en categoría sub-21, que terminó con la victoria española por 4 a 0. Los otros tres goles de España los anotaron Roberto, Morales y Raúl.
La noche del 25 de marzo de 2011, incluyéndose en un conjunto de actividades para conmemorar el milenio del Reino de Granada, la selección española absoluta, jugó el partido de la 4 jornada de clasificación para la Eurocopa 2012 de Polonia y Ucrania, con el resultado de 2-1 a favor de los locales.
En este partido entre otro récord, Xavi jugó su partido 100 con la selección siendo el cuarto jugador en conseguir este honor y Villa con sus dos goles superó a Raúl como máximo anotador de la selección española de fútbol.
En el verano de 2019 con motivo de un nuevo ascenso del Granada C.F. a Primera División se procedió a cambiar la iluminación de las torres de las esquinas, la visera y la grada de preferencia por luces led así como al pintado de los asientos en un rojo vivo con inscripciones en blanco -Granada C.F.- en preferencia y -1931- Fondo Sur además de la inauguración de la tienda oficial del club en la antigua esquina de taquillas en el Fondo Norte. Esta reforma supuso una de las más importantes desde la inauguración del estadio en 1995.

## Eventos deportivos
En febrero de 1996, fue el escenario que acogió la ceremonia inaugural de los XXXIII Campeonatos del Mundo de Esquí Alpino, que se celebraron en la Estación de Esquí de Sierra Nevada.
La selección de fútbol de España escogió en 5 ocasiones este estadio para disputar partidos internacionales, contra Chipre (6-0), Rusia (1-0), Bulgaria (1-0), República Checa (2-1) y Grecia (1-1). Aunque cabe señalar que el equipo nacional jugó en Granada en otras tres ocasiones más, en el antiguo Estadio de Los Cármenes. El primer partido fue también contra Chipre (7-0); el segundo se jugó contra México con el resultado de 2-0 favorable a los locales. Por último, el 25 de marzo de 1981, con motivo de las bodas de oro del Granada C. F., España disputó frente a Inglaterra un amistoso que se resolvió a favor de Selección de fútbol España "B" por 3-2. Como hecho significativo hemos de recordar que el primer partido de la Selección de fútbol España "B" fue frente a la Marruecos con victoria de España por 4-3 en el viejo Estadio de los Carmenes (1960). En 2011 se jugó aquí el último partido de España, el aludido contra la República Checa en el que el resultado fue favorable al España (2-1), tras una gran remontada.
El 28 de diciembre de 1999 la Selección andaluza jugó contra la de Estonia, siendo el marcador favorable para los andaluces por 1 a 0.
Además todos los veranos se celebra el Trofeo Los Cármenes, que este año ha cumplido su XXXV edición.
Curiosamente, en el año 1997 la selección nacional de Albania eligió este estadio para disputar sus partidos como "local" frente a Ucrania y Alemania, por el clima de guerra civil reinante en su propio territorio.

## Eventos extradeportivos
En algunas ocasiones los conciertos en los que se espera más expectación, se celebran en el Nuevo Los Cármenes.

## Ubicación y acceso
El Estadio Nuevo Los Cármenes se encuentra en la calle Pintor Manuel Maldonado, en el distrito de Zaidín, al sur de la ciudad. Su localización es anexa al Palacio de los Deportes de Granada, con el que ocupa una manzana delimitada por las Calles Torre de Comares, el Paseo de Carlos V y la Avenida de Salvador Allende.
En transporte público está comunicado con la línea 1 del Metro de Granada a través de la Estación de Nuevo Los Cármenes, nombrada en honor al estadio. También da servicio la línea 8 de la red de autobuses urbanos de Granada.
- Nuevo Los Cármenes
- 8.